# Schaatsen op de Olympische Winterspelen 1972
Schaatsen is een van de sporten die beoefend werden tijdens de Olympische Winterspelen 1972 in Sapporo, Japan. De schaatswedstrijden werden gehouden in het Makomanai Skating Centre.

## Heren

### 500 m
| Rang   | Sporter(s)      | Land | Tijd            | Verschil |
| ------ | --------------- | ---- | --------------- | -------- |
| Goud   | Erhard Keller   | FRG  | 39,44           | OR       |
| Zilver | Hasse Börjes    | SWE  | 39,69           | + 0,25   |
| Brons  | Valeri Moeratov | URS  | 39,80           | + 0,36   |
| 4      | Per Bjørang     | NOR  | 39,91           | + 0,47   |
| 5      | Seppo Hänninen  | FIN  | 40,12           | + 0,68   |
| 6      | Leo Linkovesi   | FIN  | 40,14           | + 0,70   |
| 7      | Ove König       | SWE  | 40,25           | + 0,81   |
| 8      | Masaki Suzuki   | JPN  | 40,35           | + 0,91   |
|        |                 |      |                 |          |
| 25     | Eddy Verheijen  | NED  | 42,67           | + 3,23   |
| 32     | Jappie van Dijk | NED  | 43,04           | + 3,60   |
| 34     | Ard Schenk      | NED  | (met val) 43,40 | + 3,96   |

### 1500 m
| Rang   | Sporter(s)        | Land | Tijd    | Verschil |
| ------ | ----------------- | ---- | ------- | -------- |
| Goud   | Ard Schenk        | NED  | 2:02,96 | OR       |
| Zilver | Roar Grønvold     | NOR  | 2:04,26 | + 1,30   |
| Brons  | Göran Claeson     | SWE  | 2:05,89 | + 2,93   |
| 4      | Bjørn Tveter      | NOR  | 2:05,94 | + 2,98   |
| 5      | Jan Bols          | NED  | 2:06,58 | + 3,62   |
| 6      | Valeri Lavrusjkin | URS  | 2:07,16 | + 4,20   |
| 7      | Dan Carroll       | USA  | 2:07,24 | + 4,28   |
| 8      | Kees Verkerk      | NED  | 2:07,43 | + 4,47   |
|        |                   |      |         |          |
| 19     | Eddy Verheijen    | NED  | 2:10,96 | + 8,00   |

### 5000 m
| Rang   | Sporter(s)        | Land | Tijd    | Verschil |
| ------ | ----------------- | ---- | ------- | -------- |
| Goud   | Ard Schenk        | NED  | 7:23,61 |          |
| Zilver | Roar Grønvold     | NOR  | 7:28,18 | + 4,57   |
| Brons  | Sten Stensen      | NOR  | 7:33,39 | + 9,78   |
| 4      | Göran Claeson     | SWE  | 7:36,17 | + 12,56  |
| 5      | Willy Olsen       | NOR  | 7:36,47 | + 12,86  |
| 6      | Kees Verkerk      | NED  | 7:39,17 | + 15,56  |
| 7      | Valeri Lavrusjkin | URS  | 7:39,26 | + 15,65  |
| 8      | Jan Bols          | NED  | 7:39,40 | + 15,79  |

### 10.000 m
| Rang   | Sporter(s)         | Land | Tijd     | Verschil |
| ------ | ------------------ | ---- | -------- | -------- |
| Goud   | Ard Schenk         | NED  | 15:01,35 | OR       |
| Zilver | Kees Verkerk       | NED  | 15:04,70 | + 3,35   |
| Brons  | Sten Stensen       | NOR  | 15:07,08 | + 5,73   |
| 4      | Jan Bols           | NED  | 15:17,99 | + 16,64  |
| 5      | Valeri Lavrusjkin  | URS  | 15:20,08 | + 18,73  |
| 6      | Göran Claeson      | SWE  | 15:30,19 | + 28,84  |
| 7      | Kimmo Koskinen     | FIN  | 15:38,87 | + 35,72  |
| 8      | Gerhard Zimmermann | FRG  | 15:43,92 | + 42,57  |

## Dames

### 500 m
| Rang   | Sporter(s)           | Land | Tijd  | Verschil |
| ------ | -------------------- | ---- | ----- | -------- |
| Goud   | Anne Henning         | USA  | 43,33 | OR       |
| Zilver | Vera Krasnova        | URS  | 44,01 | + 0,68   |
| Brons  | Ljoedmila Titova     | URS  | 44,45 | + 1,12   |
| 4      | Sheila Young         | USA  | 44,53 | + 1,20   |
| 5      | Monika Pflug         | FRG  | 44,75 | + 1,42   |
| 6      | Atje Keulen-Deelstra | NED  | 44,89 | + 1,56   |
| 7      | Kay Lunda            | USA  | 44,95 | + 1,62   |
| 8      | Alla Boetova         | URS  | 45,17 | + 1,84   |
|        |                      |      |       |          |
| 10     | Ellie van den Brom   | NED  | 45,62 | + 2,29   |
| 20     | Trijnie Rep          | NED  | 46,60 | + 3,27   |

### 1000 m
| Rang   | Sporter(s)           | Land | Tijd    | Verschil |
| ------ | -------------------- | ---- | ------- | -------- |
| Goud   | Monika Pflug         | FRG  | 1:31,40 | OR       |
| Zilver | Atje Keulen-Deelstra | NED  | 1:31,61 | + 0,21   |
| Brons  | Anne Henning         | USA  | 1:31,62 | + 0,22   |
| 4      | Ljoedmila Titova     | URS  | 1:31,85 | + 0,45   |
| 5      | Nina Statkevitsj     | URS  | 1:32,21 | + 0,81   |
| 6      | Dianne Holum         | USA  | 1:32,41 | + 1,01   |
| 7      | Ellie van den Brom   | NED  | 1:32,60 | + 1,20   |
| 8      | Sylvia Burka         | CAN  | 1:32,95 | + 1,55   |
|        |                      |      |         |          |
| 24     | Trijnie Rep          | NED  | 1:35,82 | + 4,42   |

### 1500 m
| Rang   | Sporter(s)           | Land | Tijd    | Verschil |
| ------ | -------------------- | ---- | ------- | -------- |
| Goud   | Dianne Holum         | USA  | 2:20,85 | OR       |
| Zilver | Stien Baas-Kaiser    | NED  | 2:21,05 | + 0,20   |
| Brons  | Atje Keulen-Deelstra | NED  | 2:22,05 | + 1,20   |
| 4      | Ellie van den Brom   | NED  | 2:22,27 | + 1,42   |
| 5      | Rosemarie Taupadel   | GDR  | 2:22,35 | + 1,50   |
| 6      | Nina Statkevitsj     | URS  | 2:23,19 | + 2,34   |
| 7      | Connie Carpenter     | USA  | 2:23,93 | + 3,08   |
| 8      | Sigrid Sundby        | NOR  | 2:24,07 | + 3,22   |

### 3000 m
| Rang   | Sporter(s)           | Land | Tijd    | Verschil |
| ------ | -------------------- | ---- | ------- | -------- |
| Goud   | Stien Baas-Kaiser    | NED  | 4:52,14 | OR       |
| Zilver | Dianne Holum         | USA  | 4:58,67 | + 6,53   |
| Brons  | Atje Keulen-Deelstra | NED  | 4:59,91 | + 7,77   |
| 4      | Sippie Tigchelaar    | NED  | 5:01,67 | + 9,53   |
| 5      | Nina Statkevitsj     | URS  | 5:01,79 | + 9,65   |
| 6      | Kapitolina Seregina  | URS  | 5:01,88 | + 9,74   |
| 7      | Tuula Vilkas         | FIN  | 5:05,92 | + 13,78  |
| 8      | Ljudmila Savrulina   | URS  | 5:06,61 | + 14,47  |

## Medaillespiegel
| Plaats | Land                     | NOC    | Goud | Zilver | Brons | Totaal |
| ------ | ------------------------ | ------ | ---- | ------ | ----- | ------ |
| 1      | Nederland                | NED    | 4    | 3      | 2     | 9      |
| 2      | Verenigde Staten         | USA    | 2    | 1      | 1     | 4      |
| 3      | Bondsrepubliek Duitsland | FRG    | 2    | 0      | 0     | 2      |
| 4      | Noorwegen                | NOR    | 0    | 2      | 2     | 4      |
| 5      | Sovjet-Unie              | URS    | 0    | 1      | 2     | 3      |
| 6      | Zweden                   | SWE    | 0    | 1      | 1     | 2      |
| Totaal | Totaal                   | Totaal | 8    | 8      | 8     | 24     |

Chamonix 1924 · 
St. Moritz 1928 · 
Lake Placid 1932 · 
Garmisch-Partenkirchen 1936 · 
St. Moritz 1948 · 
Oslo 1952 · 
Cortina d'Ampezzo 1956 · 
Squaw Valley 1960 · 
Innsbruck 1964 · 
Grenoble 1968 · 
Sapporo 1972 · 
Innsbruck 1976 · 
Lake Placid 1980 · 
Sarajevo 1984 · 
Calgary 1988 · 
Albertville 1992 · 
Lillehammer 1994 · 
Nagano 1998 · 
Salt Lake City 2002 · 
Turijn 2006 · 
Vancouver 2010 · 
Sotsji 2014 · 
Pyeongchang 2018 · 
Peking 2022
Lijst van olympische medaillewinnaars
Alpineskiën · Biatlon · Bobsleeën · Kunstrijden · Langlaufen · Noordse combinatie · Rodelen · Schaatsen · Schansspringen · IJshockey